# Трі-Ріверс (Орегон)
Трі-Ріверс (англ. Three Rivers) — переписна місцевість (CDP) в США, в окрузі Дешутс штату Орегон. Населення — 3925 осіб (2020).

## Географія
Трі-Ріверс розташоване за координатами 43°50′12″ пн. ш. 121°27′53″ зх. д. / 43.83667° пн. ш. 121.46472° зх. д. (43.836547, -121.464650).  За даними Бюро перепису населення США в 2010 році переписна місцевість мала площу 19,51 км², уся площа — суходіл.

## Демографія
Згідно з переписом 2010 року, у переписній місцевості мешкало 3014 осіб у 1215 домогосподарствах у складі 868 родин. Густота населення становила 154 особи/км².  Було 2004 помешкання (103/км²).
Расовий склад населення:
| - 95,4 % — білих - 0,9 % — корінних американців - 0,4 % — азіатів - 0,2 % — вихідців з тихоокеанських островів - 0,2 % — чорних або афроамериканців |

До двох чи більше рас належало 2,6 %. Частка іспаномовних становила 3,9 % від усіх жителів.
За віковим діапазоном населення розподілялося таким чином: 21,9 % — особи молодші 18 років, 63,5 % — особи у віці 18—64 років, 14,6 % — особи у віці 65 років та старші. Медіана віку мешканця становила 43,5 року. На 100 осіб жіночої статі у переписній місцевості припадало 104,5 чоловіків;  на 100 жінок у віці від 18 років та старших — 102,0 чоловіків також старших 18 років.
Середній дохід на одне домашнє господарство  становив 67 132 долари США (медіана — 43 114), а середній дохід на одну сім'ю — 70 456 доларів (медіана — 43 682). Медіана доходів становила 39 273 долари для чоловіків та 33 929 доларів для жінок. За межею бідності перебувало 19,1 % осіб, у тому числі 26,3 % дітей у віці до 18 років та 7,1 % осіб у віці 65 років та старших.
Цивільне працевлаштоване населення становило 1694 особи. Основні галузі зайнятості: освіта, охорона здоров'я та соціальна допомога — 20,9 %, мистецтво, розваги та відпочинок — 17,2 %, будівництво — 10,7 %, науковці, спеціалісти, менеджери — 10,3 %.